# Fase de classificació de la Copa d'Àfrica de Nacions 1984
Fase de classificació de la Copa d'Àfrica de Nacions de futbol de l'any 1984. Ghana classificat com a campió anterior. Costa d'Ivori classificat com a organitzador.

## Ronda preliminar
| Equip 1  | Global | Equip 2      | Anada | Tornada |
| -------- | ------ | ------------ | ----- | ------- |
| Malawi   | 4–0    | Zimbàbue     | 2–0   | 2–0     |
| Tanzània | 3–4    | Uganda       | 1–1   | 2–3     |
| Somàlia  | 0–1    | Ruanda       | 0–1   | n/p     |
| Gabon    | 2–6    | Angola       | 2–2   | 0–4     |
| Mali     | 3–2    | Gàmbia       | 3–1   | 0–1     |
| Níger    | 0–1    | Senegal      | 0–0   | 0–1     |
| Togo     | 4–0    | Sierra Leone | 3–0   | 1–0     |
| Benín    | n/d    | Libèria      | —     | —       |
| Maurici  | n/d    | Lesotho      | —     | —       |
| Moçambic | n/d    | Swazilàndia  | —     | —       |

| Malawi          | 2–0 | Zimbàbue |
| --------------- | --- | -------- |
| Kaimfa · Sinalo |     |          |

 Lilongwe
| Zimbàbue | 0–2 | Malawi           |
| -------- | --- | ---------------- |
|          |     | Dandize · Sinalo |

 Harare
Malawi guanyà 4–0 en l'agregat.
| Tanzània | 1–1 | Uganda |
| -------- | --- | ------ |
|          |     |        |

 Dar es Salaam
| Uganda | 3–2 | Tanzània |
| ------ | --- | -------- |
|        |     |          |

 Kampala
Uganda guanyà 4–3 en l'agregat.
| Somàlia | 0–1 | Ruanda |
| ------- | --- | ------ |
|         |     |        |

 Mogadishu
| Ruanda | n/p | Somàlia |
| ------ | --- | ------- |
|        |     |         |

 Kigali
Ruanda guanyà 1–0 en l'agregat.
| Gabon         | 2–2 | Angola                    |
| ------------- | --- | ------------------------- |
| Avah 20', 58' |     | Machado 4' · Sarmento 78' |

 Stade Omar Bongo, Libreville
| Angola                                          | 4–0 | Gabon |
| ----------------------------------------------- | --- | ----- |
| Machado 45' · Maluka 55' · Vata 80' · Chico 88' |     |       |

 Estádio da Cidadela, Luanda
Angola guanyà 6–2 en l'agregat.
| Mali            | 3–1 | Gàmbia    |
| --------------- | --- | --------- |
| Gol · Gol · Gol |     | Biri Biri |

 Bamako
| Gàmbia | 1–0 | Mali |
| ------ | --- | ---- |
|        |     |      |

 Banjul
Mali guanyà 3–2 en l'agregat.
| Níger | 0–0 | Senegal |
| ----- | --- | ------- |
|       |     |         |

 Niamey
| Senegal | 1–0 | Níger |
| ------- | --- | ----- |
|         |     |       |

 Dakar
Senegal guanyà 1–0 en l'agregat.
| Togo | 3–0 | Sierra Leone |
| ---- | --- | ------------ |
|      |     |              |

 Lomé
| Sierra Leone | 0–1 | Togo |
| ------------ | --- | ---- |
|              |     |      |

 Freetown
Togo guanyà 4–0 en l'agregat.
| Benín | n/d | Libèria      |
| ----- | --- | ------------ |
|       |     | Abandonament |

Benín es classificà, Libèria abandonà.
| Maurici | n/d | Lesotho      |
| ------- | --- | ------------ |
|         |     | Abandonament |

Maurici es classificà, Lesotho abandonà.
| Moçambic | n/d | Swazilàndia  |
| -------- | --- | ------------ |
|          |     | Abandonament |

Moçambic es classificà, Swazilàndia abandonà.

## Primera ronda
| Equip 1    | Global       | Equip 2 | Anada | Tornada |
| ---------- | ------------ | ------- | ----- | ------- |
| Moçambic   | 3–4          | Camerun | 3–0   | 0–4     |
| Algèria    | 7–3          | Benín   | 6–2   | 1–1     |
| Líbia      | 2–2 (g.c.c.) | Senegal | 2–1   | 0–1     |
| Nigèria    | 2–1          | Angola  | 2–0   | 0–1     |
| Tunísia    | 6–0          | Ruanda  | 5–0   | 1–0     |
| Guinea     | 0–3          | Togo    | 0–1   | 0–2     |
| Marroc     | 4–2          | Mali    | 4–0   | 0–2     |
| Sudan      | 2–1          | Zàmbia  | 2–1   | 0–0     |
| Congo      | 2–2 (1–3 p)  | Egipte  | 2–0   | 0–2     |
| Etiòpia    | 1–1 (4–2 p)  | Maurici | 1–0   | 0–1     |
| Madagascar | 2–2 (g.c.c.) | Uganda  | 1–0   | 1–2     |
| Malawi     | n/d          | Zaire   | —     | —       |

| Moçambic | 3–0 | Camerun |
| -------- | --- | ------- |
|          |     |         |

 Maputo
| Camerun                   | 4–0 | Moçambic |
| ------------------------- | --- | -------- |
| Abega · Djonkep · Ebongué |     |          |

 Stade Ahmadou Ahidjo, Yaoundé
Camerun guanyà 4–3 en l'agregat.
| Algèria                                                     | 6–2 | Benín                    |
| ----------------------------------------------------------- | --- | ------------------------ |
| Bensaoula 2', 5' · Jafjaf 10' · Madjer 13', 69' · Menad 46' |     | Korego 75' · Agouyou 88' |

| Benín    | 1–1 | Algèria    |
| -------- | --- | ---------- |
| Foly 28' |     | Madjer 50' |

Algèria guanyà 7–3 en l'agregat.
| Líbia                    | 2–1 | Senegal |
| ------------------------ | --- | ------- |
| Al-Bor'osi · Al-Chouchan |     | Gol     |

 Trípoli
| Senegal | 1–0 | Líbia |
| ------- | --- | ----- |
|         |     |       |

 Dakar
Senegal es classificà pel valor doble dels gols en camp contrari després de 2–2 en l'agregat.
| Nigèria      | 2–0 | Angola |
| ------------ | --- | ------ |
| Adeshina · ? |     |        |

 Surulere Stadium, Lagos
| Angola    | 1–0 | Nigèria |
| --------- | --- | ------- |
| Ndunguidi |     |         |

 Estádio da Cidadela, Luanda
Nigèria guanyà 2–1 en l'agregat.
| Tunísia                                                      | 5–0 | Ruanda |
| ------------------------------------------------------------ | --- | ------ |
| Dhiab 10' · Bayari 33', 86' · Hsoumi 83' · Gengwa 90' (p.p.) |     |        |

 Stade El Menzah, Tunis
| Ruanda | 0–1 | Tunísia     |
| ------ | --- | ----------- |
|        |     | Cheriti 58' |

 Kigali
Tunísia guanyà 6–0 en l'agregat.
| Guinea | 0–1 | Togo |
| ------ | --- | ---- |
|        |     |      |

 Conakry
| Togo | 2–0 | Guinea |
| ---- | --- | ------ |
|      |     |        |

 Lomé
Togo guanyà 3–0 en l'agregat.
| Marroc              | 4–0 | Mali |
| ------------------- | --- | ---- |
| Krimau · Souadi · ? |     |      |

 Casablanca
| Mali | 2–0 | Marroc |
| ---- | --- | ------ |
|      |     |        |

 Bamako
Marroc guanyà 4–2 en l'agregat.
| Sudan     | 2–1 | Zàmbia |
| --------- | --- | ------ |
| Gol · Gol |     | Chola  |

 Khartoum
| Zàmbia | 0–0 | Sudan |
| ------ | --- | ----- |
|        |     |       |

 Lusaka
Sudan guanyà 2–1 en l'agregat.
| Congo                          | 2–0 | Egipte |
| ------------------------------ | --- | ------ |
| Mbemba 40' (pen.) · Makita 70' |     |        |

 Stade Alphonse Massemba-Débat, Brazzaville
| Egipte                             | 2–0 | Congo |
| ---------------------------------- | --- | ----- |
| Youssef 75' · El Khatib 85' (pen.) |     |       |
| Tanda de penals                    |     |       |
|                                    | 3–1 |       |

 el Caire
Egipte guanyà 3–1 en els penals després de 2–2 en l'agregat.
| Etiòpia | 1–0 | Maurici |
| ------- | --- | ------- |
|         |     |         |

 Addis Ababa Stadium, Addis Ababa
| Maurici         | 1–0 | Etiòpia |
| --------------- | --- | ------- |
| Imbert          |     |         |
| Tanda de penals |     |         |
|                 | 2–4 |         |

 Stade George V, Curepipe
Etiòpia guanyà 4–2 en els penals després de 1–1 en l'agregat.
| Madagascar | 1–0 | Uganda |
| ---------- | --- | ------ |
|            |     |        |

 Antananarivo
| Uganda | 2–1 | Madagascar |
| ------ | --- | ---------- |
|        |     |            |

 Kampala
Madagascar es classificà pel valor doble dels gols en camp contrari després de 2–2 en l'agregat.
| Malawi | n/d | Zaire        |
| ------ | --- | ------------ |
|        |     | Abandonament |

Malawi es classificà, Zaire abandonà.

## Segona ronda
| Equip 1    | Global      | Equip 2 | Anada | Tornada |
| ---------- | ----------- | ------- | ----- | ------- |
| Etiòpia    | 2–4         | Togo    | 2–1   | 0–3     |
| Senegal    | 1–3         | Algèria | 1–1   | 0–2     |
| Egipte     | 1–0         | Tunísia | 1–0   | 0–0     |
| Nigèria    | 0–0 (4–3 p) | Marroc  | 0–0   | 0–0     |
| Camerun    | 5–2         | Sudan   | 5–0   | 0–2     |
| Madagascar | 1–2         | Malawi  | 0–1   | 1–1     |

| Etiòpia | 2–1 | Togo |
| ------- | --- | ---- |
|         |     |      |

 Addis Ababa Stadium, Addis Ababa
| Togo               | 3–0 | Etiòpia |
| ------------------ | --- | ------- |
| Mawuli · Moutairou |     |         |

 Lomé
Togo guanyà 4–2 en l'agregat.
| Senegal | 1–1 | Algèria       |
| ------- | --- | ------------- |
| Tew 68' |     | Bensaoula 63' |

| Algèria              | 2–0 | Senegal |
| -------------------- | --- | ------- |
| Madjer 3' · Yahi 55' |     |         |

Algèria guanyà 3–1 en l'agregat.
| Egipte    | 1–0 | Tunísia |
| --------- | --- | ------- |
| Nabil 15' |     |         |

 el Caire
| Tunísia | 0–0 | Egipte |
| ------- | --- | ------ |
|         |     |        |

 Stade El Menzah, Tunis
Egipte guanyà 1–0 en l'agregat.
| Nigèria | 0–0 | Marroc |
| ------- | --- | ------ |
|         |     |        |

 Benin City
| Marroc          | 0–0 | Nigèria |
| --------------- | --- | ------- |
|                 |     |         |
| Tanda de penals |     |         |
|                 | 3–4 |         |

 Rabat
Nigèria guanyà 4–3 en els penals després de 0–0 en l'agregat.
| Camerun                     | 5–0 | Sudan |
| --------------------------- | --- | ----- |
| Djonkep · Ebongué · Bahoken |     |       |

 Stade Ahmadou Ahidjo, Yaoundé
| Sudan | 2–0 | Camerun |
| ----- | --- | ------- |
|       |     |         |

 Khartoum
Camerun guanyà 5–2 en l'agregat.
| Madagascar | 0–1 | Malawi |
| ---------- | --- | ------ |
|            |     | ?      |

 Antananarivo
| Malawi  | 1–1 | Madagascar |
| ------- | --- | ---------- |
| Dandize |     | Gol        |

 Blantyre
Malawi guanyà 2–1 en l'agregat.

## Equips classificats
Els 8 equips classificats foren:
- Algèria
- Camerun
- Egipte
- Ghana (vigent campió)
- Costa d'Ivori (seu)
- Malawi
- Nigèria
- Togo